# Ansel Adams Wilderness
Die Ansel Adams Wilderness ist ein Schutzgebiet vom Typ eines Wilderness Area im US-Bundesstaat Kalifornien. Das Gebiet liegt auf dem Gebirgskamm der Sierra Nevada und umfasst eine Fläche von rund 935 km². Es trägt heute den Namen von Ansel Adams (1902–1984), eines US-amerikanischen Naturfotographen, dessen Bilder der Sierra wesentlich zu deren Popularität und in der Folge, ihrem Schutz beigetragen haben.
Im Norden grenzt die Wilderness an den Yosemite-Nationalpark, im Südosten an die John Muir Wilderness. Das Gebiet gehört westlich des Gebirgskamms zum Sierra National Forest, östlich zum Inyo National Forest, zwei Nationalforstgebieten, und wird gemeinsam durch den National Park Service und den US Forest Service verwaltet. Innerhalb der Wildnis liegt das kleine Devils Postpile National Monument.

## Geschichte und Geographie
Das Schutzgebiet wurde 1964 als Minarets Wilderness eingerichtet, um einen unerschlossenen Teil des Sierra-Hauptkamms dauerhaft zu sichern. 1984 wurde es um gut 35 km² erweitert und damals bekam es kurz nach Ansel Adams’ Tod auch den heutigen Namen. Als Wilderness Area gibt es keinerlei touristische oder andere Infrastruktur, es gibt keine Straßen, es werden jedoch 550 km Wege unterhalten, darunter auch Anteile der Fernwanderwege John Muir Trail und Pacific Crest Trail.
Erlaubte Nutzungen sind Trekking und Wanderreiten. Wegen der Nähe zu Yosemite-Nationalpark und großer Bevölkerungszentren ist die Ansel Adams Wilderness eines der wenigen Wilderness Areas, in dem besondere Maßnahmen zum Schutz der Natur und deren Erlebnis vor zu vielen Besuchern erforderlich sind. So sind für Besucher, die über Nacht in der Wildnis bleiben wollen, Quoten vorgegeben und eine Anmeldung ist im Großteil des Jahres Monate im Voraus erforderlich. Zelten und Lagern ist nur in ausgewiesenen Bereichen zulässig, Bodenfeuer sind ganz verboten.
Der höchste Punkt im Gebiet ist der Mount Ritter mit 4005 m. Weitere markante Gipfel sind The Minarets (3735 m) und Banner Peak (3880 m). Im Schutzgebiet entspringt der San Joaquin River, einer der beiden Hauptflüsse des Kalifornischen Längstals.